# 前田公輝
前田 公輝（まえだ ごうき、1991年〈平成3年〉4月3日 - ）は、日本の俳優。神奈川県横浜市出身、ホリプロ所属。

## 略歴
1997年、ホリプロ・インプルーブメント・アカデミーに第1期生として入所。
6歳で芸能界デビューし、2003年から2006年までNHK教育テレビ『天才てれびくんMAX』でてれび戦士として3年間出演。
2007年、ホリプロに所属。
2008年、映画『ひぐらしのなく頃に』で、前原圭一役に抜擢され、初主演を果たす。また2009年に公開された続編『ひぐらしのなく頃に誓』にも同役で主演している。
2010年、舞台『白虎隊・ザ・アイドル』で初舞台に初の舞台主演を果たす。
2020年、番組開始25周年を記念して制作された舞台『天才てれびくん the STAGE〜てれび戦士REBORN〜』に前田公輝役で主演。同年〜翌々年度の「天才てれびくんhello,」にも番組内ドラマに準レギュラーで出演している。
2021年に自身がプロデュースするファッションブランド「GM」を立ち上げ、ECサイトを開設した（COMMUSEとのコラボとして前年より動いていた企画が単独ブランド化）。コンセプトは「主張し過ぎない、さりげなく慎ましい綺麗なライン。主役はあくまでも自分。シンプルの中に、個性を見出したファッション」。前身となった「GM×commuse」は自身が出演したドラマ『江戸モアゼル〜令和で恋、いたしんす。〜』にて劇中着用された。
2022年、上半期連続テレビ小説『ちむどんどん』でNHK朝ドラ初出演。
2024年、日本テレビ系Friday's EDGE『私をもらって 〜追憶編〜』で久保田紗友とダブル主演を務め、民放連続ドラマ初主演。

## 人物
- 趣味はLEGO、ギター、ボウリング、ドラゴンボール[2]。
- 特技はボウリング、アクション、空手（少林寺）[2]。琉球少林寺空手全国大会の優勝経験がある[8]。
- 幼少期はピアノ[9]、空手[10]、公文、スイミング、バスケ、テニスなどを習っていた[11]。
- 好きな食べ物はグミ[12]、みかん、納豆[13]、「前田家特製もんじゃ焼き」[2]。特製もんじゃ焼きの具は紅生姜、チーズ、小麦粉、ソーセージ、キャベツ、長ネギ、チキンラーメン、オイスターソース、人参、マヨネーズ。[14]
- 日本グミ協会名誉会員[15]。Web番組「4 stand for DOER」[16]にて協会の話をした縁により、2022年11月8日「日本グミ協会」名誉会長から協会公式Tシャツが贈呈される[17][18]。その後の交流により、名誉会員に任命された。
- アクション映画に出演することも多いが、役によってトレーニングの内容や体の大きさは意識してコントロールしている[19]。映画『ナックルガール』撮影時の役作りでは、「お金がなく、武骨で人間的」なキャラクターを演じるため、ジムには通わず、プロテインも飲まずに自宅での筋トレで身体を作った[20]。
- 愛用する香水はAesopのマラケッシュ[21]。
- 兄と妹がいる[22]。

交友関係
- プライベートでは『アルジャーノンに花束を』で共演した窪田正孝、工藤阿須加[23][24]、『HiGH&LOW』シリーズで共演した早乙女太一[25][26]、うえきやサトシ、佐藤流司[27][28]などと親交が深い。特に窪田正孝のことは共演以前から大ファンで、「出演している作品はすべて見ている」と公言している[26]。
- 前田曰く、工藤阿須加は役者仲間のくくりから外れた”親友”[11]。「阿須加は何をしても僕のことを嫌いにならない」という信頼感がある[29]。
- 声優の木村昴は大学の同級生[30]。

## 受賞歴
- 第118回ザテレビジョンドラマアカデミー賞　助演男優賞　第3位[31]

## 出演

### テレビドラマ
- フードファイト 第6話・第9話（2000年7月1日 - 9月16日、日本テレビ） - 井原満（幼少） 役
- 幸福の明日 第30回（2000年11月6日、東海テレビ・フジテレビ） - 小学生役
- さわやか3組 2001年度（2001年4月11日 - 2002年3月22日、NHK教育テレビ） - 主演・村上晴夫 役
- デジタル放送実験ドラマ『結婚スクランブル』（2001年12月 - 2002年1月、BS朝日） - 卓也 役
- 受験の神様 第9話 - 最終話（2007年9月15日 - 22日、日本テレビ） - 菅原敏明 役
- ごくせん 第3シリーズ（2008年4月19日 - 6月28日、日本テレビ） - 浜口公輝 役
- 世にも奇妙な物語〜2007春の特別編〜「雰差値教育」（2007年3月26日、フジテレビ） - 小山田 役
- 学校じゃ教えられない!（2008年7月15日 - 9月16日、日本テレビ） - 成田静也 役
- 婚カツ! 第4話（2009年5月11日、フジテレビ） - 陽介 役
- ダンディ・ダディ?〜恋愛小説家・伊崎龍之介〜（2009年7月9日 - 9月3日、テレビ朝日） - 山本浩輔 役
- 横山秀夫サスペンス 第一夜「18番ホール」（2010年3月14日、WOWOW） - 樫村保夫 役
- ピラメキーノG「ざっくり戦士ピラメキッド」（2010年6月4日・11日、テレビ東京） - 中村 役
- 連続テレビドラマ 犬飼さんちの犬 第11話（2011年、東名坂ネット6） - ドッグランの客 役
- 花ざかりの君たちへ〜イケメン☆パラダイス〜2011（2011年7月10日 - 9月18日、フジテレビ） - 北花田剛 役
- 早海さんと呼ばれる日 第4話・第5話（2012年2月5日・12日、フジテレビ）
- 分身（2012年2月12日 - 3月11日、WOWOW） - バンドメンバー 役
- 土曜ワイド劇場「事件15」（2012年5月12日、テレビ朝日） - 中井涼 役
- 私立バカレア高校 第7話（2012年5月26日、日本テレビ） - シンジ 役
- サマーレスキュー〜天空の診療所〜（2012年7月 - 9月、TBS） - 田中謙介 役
- イロドリヒムラ 第8話（2012年12月3日、TBS） - 瀧秀二（青年期） 役
- 仮面ティーチャー（2013年7月7日 - 9月29日、日本テレビ） - コータロー 役
- 金田一少年の事件簿 獄門塾殺人事件（2014年1月4日、日本テレビ） - 中屋敷学 役
- SHARK 第4話（2014年2月1日、日本テレビ） - 千秋 役
- 恋文日和 第6話（2014年2月11日、日本テレビ） - 南田航一郎 役
- プラトニック（2014年5月25日 - 7月13日、NHK BSプレミアム） - 広末省吾 役
- ホワイト・ラボ〜警視庁特別科学捜査班〜 第8話（2014年6月2日、TBS） - 永倉卓司 役
- ビンタ!〜弁護士事務員ミノワが愛で解決します〜 第11話・第12話（2014年12月11日・18日、読売テレビ・日本テレビ） - 田島一馬 役
- だから荒野（2015年1月11日 - 3月1日、NHK BSプレミアム） - 森村健太 役
- アルジャーノンに花束を（2015年4月10日 - 6月12日、TBS） - 神田勇樹 役
- ワイルド・ヒーローズ 第2話 - 第4話・第8話 -（2015年4月26日 - 5月10日・6月7日 - 、日本テレビ） - まもる 役
- デスノート（2015年7月5日 - 9月13日、日本テレビ） - 松田桃太 役[32][33]
- コウノドリ 第2話・第6話・第9話（2015年10月23日・11月20日・12月11日、TBS） - 木原雄弥 役
- ダマシバナシ（2015年12月20日、日本テレビ） - 主演・吉田朝陽 役
- MARS〜ただ、君を愛してる〜 第5話 - 第10話（2016年2月21日 - 3月27日、日本テレビ） - 樫野聖 役[34]
- 毒島ゆり子のせきらら日記（2016年4月21日 - 6月23日、TBS） - 木本涼 役
- HiGH&LOW〜THE STORY OF S.W.O.R.D.〜（日本テレビ） - 轟洋介 役
  - HiGH&LOW〜THE STORY OF S.W.O.R.D.〜 シーズン2（2016年4月24日 - 6月26日）
  - HiGH&LOW THE WORST EPISODE.O（2019年7月18日 - 8月22日）[35]
- ゆとりですがなにか 第7話・第8話（2016年5月29日・6月5日、日本テレビ）
- 警視庁・捜査一課長 第10話（2016年6月16日、テレビ朝日） - 塩田和義 役
- ガードセンター24 広域警備指令室（2016年9月16日、日本テレビ） - 誘拐犯 役
- プロデューサーK（2016年9月28日、テレビ朝日） - 小林健吾 役
- IQ246〜華麗なる事件簿〜 第5話（2016年11月13日、TBS） - 栗屋太郎 役
- 嘘の戦争 第2話（2017年1月17日、関西テレビ・フジテレビ） - 九谷弁護士 役
- ホクサイと飯さえあれば（2017年1月23日 - 3月13日、毎日放送 / 1月25日 - 3月15日、TBS） - 柑田川永太郎 役
- 月曜名作劇場「あんみつ検事の捜査ファイル2」（2017年2月6日、TBS） - 白洲研一郎 役
- 残酷な観客達（2017年5月18日 - 7月20日、日本テレビ） - 内野悠人 役
- 赤ひげ（NHK BSプレミアム） - 津川玄三 役
  - 赤ひげ（2017年11月3日 - 12月22日）
  - 赤ひげ2（2019年11月1日 - 12月20日）
  - 赤ひげ3（2020年10月23日 - 12月4日）
  - 赤ひげ4（2022年11月4日 - 12月23日）
- 今からあなたを脅迫します 第4話（2017年11月12日、日本テレビ） - 添島公昭 役
- 三匹のおっさんスペシャル（2018年1月2日、テレビ東京） - 木島修 役
- Missデビル 人事の悪魔・椿眞子 第3話（2018年4月28日、日本テレビ） - 吉田忍 役[36]
- 噂の女 第4・5話（2018年5月12日・19日、BSジャパン） - 糸井克哉 役[37]
- 探偵が早すぎる 第4話・第9話・最終話（2018年8月9日・9月13日・9月20日、読売テレビ・日本テレビ） - 大陀羅貴人 役[38]
- 江戸前の旬 第7話・第8話（2018年11月25日・12月2日、BSテレビ東京） - 磯村慎治 役
- 女の機嫌の直し方（2019年3月16日 - 30日、日本テレビ） - 林剛 役
- 向かいのバズる家族 第5話 - 最終話（2019年5月3日 - 6月6日、読売テレビ・日本テレビ） - 迫滝 役[39]
- 臨床犯罪学者 火村英生の推理2019「ABCキラー」編（2019年9月29日、日本テレビ） - 曽我部修 役[40]
- 貴族誕生 -PRINCE OF LEGEND-（2019年11月28日 - 12月26日、日本テレビ） - 歩夢 役[41]
- 病室で念仏を唱えないでください 第8話（2020年3月6日、TBS） - 田沼秀一 役[42]
- ルパンの娘 第二シーズン 第3話 - 第7話（2020年10月29日 - 11月26日、フジテレビ） ‐ 栗栖浩 役
- 江戸モアゼル〜令和で恋、いたしんす。〜（2021年1月7日 - 3月11日、読売テレビ・日本テレビ） - 鳥居直樹 役
- ワンモア 第6話（2021年5月11日、名古屋テレビ） - 柳澤 役[43]
- 連続テレビ小説 ちむどんどん （2022年4月11日 - 9月30日、NHK） - 砂川智 役[5]
  - スピンオフ 「外伝 歌子慕情編」「外伝 賢秀望郷編」（2022年11月6日、NHK BS4K／11月12日、NHK BSP・BS4K）[44]
- 星新一の不思議な不思議な短編ドラマ「見失った表情」（2022年5月24日、NHK BS4K・BSプレミアム）[45]
- 君の花になる 第1話・第6話 - 最終話（2022年10月18日・11月22日 - 12月20日、TBS） - 池谷幸次郎 役[46]
- ペンディングトレイン-8時23分、明日 君と（2023年4月21日 - 6月23日、TBS） - 高倉康太 役[47]
- 癒やしのお隣さんには秘密がある（2023年7月8日 - 9月30日、日本テレビ） - 柏木隆 役[48]
- 転職の魔王様（2023年7月17日 - 9月25日、フジテレビ） - 横山潤也 役[49]
- 大奥 Season2（2023年10月3日 - 、NHK総合） ｰ 松方 役[50]
- セクシー田中さん（2023年10月22日 - 12月24日、日本テレビ） - 小西一紀 役[51]
- アイのない恋人たち（2024年1月21日 - 3月17日、朝日放送テレビ・テレビ朝日） - 郷雄馬 役[52]
- 366日（2024年4月8日 - 6月17日、フジテレビ） - 静原吾朗 役[53]
- 私をもらって 〜追憶編〜（2024年7月6日 - 8月31日、日本テレビ） - 主演・一条稜英 役（久保田紗友とW主演）[7]
  - 私をもらって 〜恋路編〜（2024年11月30日 - 2025年2月1日、日本テレビ）[54]
- 完全不倫 -隠す美学、暴く覚悟-（2025年7月2日 - 、日本テレビ） - 主演・吉岡拓哉 役（仁村紗和とW主演）[55]

### 映画
- 熊本物語-第二部「防人たちの唄」（2000年）[56]
- ひぐらしのなく頃にシリーズ（ファントム・フィルム） - 主演・前原圭一 役
  - ひぐらしのなく頃に（2008年5月10日）
  - ひぐらしのなく頃に 誓（2009年4月18日）
- 愛流通センター（2008年7月19日、アステア） - 佐々木ケンタ 役
- 小森生活向上クラブ（2008年11月8日、ファントム・フィルム） - 小森敏宏 役
- ごくせん THE MOVIE（2009年7月11日） - 浜口公輝 役
- だから俺達は、朝を待っていた（無期限延期） - 卓也 役
- スラッカーズ 傷だらけの友情（2009年12月5日） - 主演・尾崎ゲン 役[57]
- men's egg Drummers - メンズエッグ・ドラマーズ（2011年7月） - 主演・塁 役
- 幸運の壺 Good Fortune（2012年2月25日） - 小澤翔 役
- 凍牌 劇場版（2013年5月18日） - 主演・ケイ 役[58]
- 仮面ティーチャー（2014年2月22日） - コータロー 役[59]
- サイコギャンブラー破滅的遊戯（2014年4月23日） - 主役・鉄也 役
- ガキ☆ロック（2014年6月28日） - マコト 役[60]
- トリハダ -劇場版2-（2014年9月20日）[61]
- TOKYO CITY GIRL「KOENJI 夢の寿命」（2015年9月5日、アークエンタテインメント） - 佑太 役
- ホテルコパン（2016年2月13日） - 班目 役[3][62]
- HiGH&LOW シリーズ - 轟洋介 役
  - HiGH&LOW THE MOVIE（2016年7月16日）
  - HiGH&LOW THE WORST（2019年10月4日）[63]
  - HiGH&LOW THE WORST X（2022年9月9日）
- 愚行録（2017年2月18日）[64]
- 谷崎潤一郎原案 / TANIZAKI TRIBUTE『悪魔』（2018年2月24日、TBSサービス） - 鈴木 役[65][66]
- サクらんぼの恋（2018年10月27日、KATSU-do） - 八代翼 役
- 女の機嫌の直し方（2019年6月15日、よしもとクリエイティブ・エージェンシー） - 林剛 役[67]
- Diner ダイナー（2019年7月5日、ワーナーブラザース） - ソロ 役[68]
- 3人の信長（2019年9月20日、HIGH BROW CINEMA） - 半兵衛 役[69]
- カイジ ファイナルゲーム（2020年1月10日、東宝） - 高瀬強士 役[70]
- ヤクザと家族 The Family（2021年1月29日、スターサンズ・KADOKAWA）
- 終わりが始まり（2021年10月17日、京都国際映画祭上映作品 / 2022年5月27日劇場公開、トキメディアワークス）[71][72]
- Dr.コトー診療所（2022年12月16日、東宝）- 山下邦夫 役[73]
- 正体（2024年11月29日、松竹） - 又貫征吾の部下の刑事 役[74]

### 舞台
- 白虎隊・ザ・アイドル（2010年3月17日 - 22日、新宿スペース・ゼロ、作・演出：岡本貴也、製作：DHE） - 主演・石田和助 役
- 12人の優しい殺し屋（2010年8月7日 - 15日、赤坂レッドシアター、作：金房実加、演出：大岩美智子、製作：ホリプロ） - 醍醐小太郎 役
- 甘男子〜あまだん〜 （2010年12月2日 - 12日、俳優座劇場、作：渡辺千穂、演出：吉田秋生、主催：BS-TBS）
- 銀行強盗前夜（2011年4月6日 - 10日、アトリエフォンティーヌ、作、演出：一雫ライオン）
- 少しはみ出て殴られた（2012年11月30日 - 12月9日、DDD青山クロスホール、作：土田英夫、演出：松本祐子
- 農業系ROCKミュージカル いただきます!〜歌舞伎町伝説〜（2014年3月20日 - 30日、新宿FACE）
- 朗読劇「私の頭の中の消しゴム 8th letter」（2016年4月28日・5月3日、銀河劇場、脚本・演出：岡本貴也）[75][76]
- 天才てれびくん the STAGE〜てれび戦士REBORN〜（2020年1月23日 - 26日、ヒューリックホール東京 / 2月1日 - 2日、COOL JAPAN PARK OSAKA WWホール、作：小林雄次、演出：井上テテ）[77] - 主演・前田公輝 役
- 巌流島（演出：山田和也） [78] (中止) [注 1]
- ミュージカル「ロミオ&ジュリエット」（2021年5月21日 - 6月13日、TBS赤坂ACTシアター / 7月3日 - 11日、梅田芸術劇場メインホール / 7月17日 - 18日、愛知県芸術劇場大ホール、潤色・演出：小池修一郎） - ベンヴォーリオ 役
- ミュージカル「スリル・ミー」（2023年9月7日 - 10月3日、東京芸術劇場シアターウエスト / 10月7日 - 9日、サンケイホールブリーゼ / 10月11日 - 12日、キャナルシティ劇場 / 10月14日 - 15日、ウインクあいち 大ホール / 10月21日 - 22日、高崎芸術劇場 スタジオシアター、原作・脚本・音楽：Stephen Dolginoff、翻訳・訳詞：松田直行、演出：栗山民也） - W主演・彼 役 ※トリプルキャスト、木村達成とペア[82][83][84]
- ミュージカル「ミセン」（2025年1月10日 - 14日、新歌舞伎座 / 2月1日・2日、愛知県芸術劇場 大ホール / 2月6日 - 11日、めぐろパーシモンホール 大ホール） - 主演・チャン・グレ 役[85][86]

### 配信ドラマ
- ミルパパ〜しあわせの雑貨店〜 第1話（2007年、ミランカ）
- ごくせん 第3シリーズ スピンオフ 第1話・最終話他（2008年、第2日本テレビ） - 浜口公輝 役
- 学校じゃ教えられない! スピンオフ 第1話・第3話・第6話・第7話（2008年、第2日本テレビ） - 成田静也 役
- 雨が降ると君は優しい（2017年、Hulu）- 真壁徹 役[87]
- ガキ☆ロック〜浅草六区人情物語〜（2017年4月 - 、Amazonプライム・ビデオ） - マコト 役
- 臨床犯罪学者 火村英生の推理2019「狩人の悪夢」編（2019年9月26日・10月3日配信開始、Hulu） - 曽我部修 役
- 会社は学校じゃねぇんだよ 新世代逆襲編（2021年、AbemaTV） - 松本尊 役[88]
- 君と世界が終わる日に（Hulu） - 下村海斗 役
  - Season4（2023年3月19日 - 4月16日）[89]
  - Season5（2024年2月9日 - 3月8日）[90]
- 私をもらって 〜出逢編〜（2025年2月〈予定〉 - 、Hulu） - 主演・一条稜英 役（久保田紗友とW主演）[54]

### 配信映画
- ナックルガール（2023年11月2日配信、Amazon Prime Video） - 神谷瞬 役 [91]

### オリジナルビデオ
- 凍牌〜裏レート麻雀闘牌録〜 Vol.1 - Vol.6（2013年7月、エスピーオー） - 主演・ケイ 役
  - 凍牌〜裏レート麻雀闘牌録〜 全日本竜凰位トーナメント篇 Vol.1 - Vol.6（2013年12月）

### バラエティ番組
- けんたろうとミクのワイワイキッズ（1999年、キッズステーション）
- おとこのこおんなのこ（1999年10月 - 11月、フジテレビ系）
- 世界ゴッタ煮偉人伝 徳川家康編（2000年7月、フジテレビ系）
- ちょっとdタイム -希望家の人々-（2002年3月、NHK総合テレビ）ゴウ 役
- 天才てれびくん シリーズ
  - 天才てれびくんMAX（2003年 - 2006年、NHK教育テレビ)  - てれび戦士
  - 天才てれびくんhello,（2020年10月26日-11月9日、2021年4月5日-2023年3月30日、NHKEテレ） - 桜川春一郎 役（ドラマパートに出演）
  - オトナの天てれ（2023年8月25日、NHKEテレ）[92]
- ペット大集合!ポチたま（2008年7月 - 2010年3月、テレビ東京系）
- DA:MOVIE TV!!（2008年3月2日 - 30日、スカパー!）
- イケメンデルの法則（2009年4月16日・6月11日・11月19日、関西テレビ）
- 戦国鍋TV 〜なんとなく歴史が学べる映像〜（第2期）（2012年4月 - 6月、tvk・チバテレ・サンテレビ・テレ玉） - 大高源吾 役
- アシタスイッチ（2012年4月22日・9月2日・9月16日、CBC・TBS系）
- 俺の地図帳〜地理メンBOYSが行く〜（2014年4月 - 9月、読売テレビ）
- ぶらり途中下車の旅（日本テレビ） - 旅人
  - 青梅線の旅（2022年11月12日）[93]
  - 横須賀線の旅（2023年4月15日）[94]
  - 南北線の旅（2023年10月21日）[95]
  - 丸ノ内線の旅（2024年7月13日）[96]
  - 日比谷線の旅（2025年3月8日）[97]
- 一度は行ってみたい！もふもふ温泉2（2023年2月22日、NHK BSプレミアム・BS4K）[98]
- 佐藤流司 前田公輝 うえきやサトシの気ままにやろう旅（2023年3月25日・4月30日・5月28日、フジテレビTWO）[99]
- OUT OF 48（2023年4月21日 - 、日本テレビ） - 見届け人[100]

### その他のテレビ番組
- みんなのニュース第1部 「みんなのニュース Hop!」（2016年7月6日 - 9月30日、フジテレビ） - 水曜日Hopper

### ラジオ番組
- 前田公輝のヒラケテヒラク（2024年10月2日 - 予定、ラジオNIKKEI第1） - パーソナリティ[101]

### CM
- 永谷園 『和風麻婆豆腐の素』（1999年10月）
- バンダイ 『デジタルモンスター』（1999年）
- SONY 『PSP』軽量化篇（2007年9月15日 - ）

### インターネットテレビ
- notty★LIVE7時間!（2012年4月、NOTTV）金曜日レギュラーMC

### プロモーションビデオ
- BUMP OF CHICKEN『グッドラック』（2012年1月18日発売）[102]

### ショートムービー
- Good Luck（2012年） - 野辺 役 ※BUMP OF CHICKENのCD 「グッドラック」 初回特典DVD収録
- Scene KAZUTOSHI NARITA official movie（2021年3月）

## 書籍

### 写真集
- Bright（ブライト）（2020年6月26日、ワニブックス）[103]
- ちゅらたび（2022年10月5日、ワニブックス）[104]

### 雑誌連載
- 毎日小学生新聞（2004年、毎日新聞社）「GO!GO!ゴウキ!」隔週コラム連載
- Myojo （2005年8，11月号，2006年1月号 - 2009年11月号、集英社）レギュラー連載
- Kindai （2008年3月号 - 2009年11月号、近代映画社）レギュラー連載